# Morphippus
Morphippus è un genere estinto di mammiferi notoungulati, appartenente ai tossodonti. Visse nell'Oligocene medio-superiore (circa 29 - 24 milioni di anni fa) e i suoi resti fossili sono stati ritrovati in Sudamerica.

## Descrizione
Questo animale, imperfettamente conosciuto, doveva essere grande quanto una capra. Il cranio era piuttosto massiccio e dotato di un muso abbastanza corto. La dentatura era completa e continua (ovvero priva di diastema), ma i denti premolari e molari erano dotati di una corona piuttosto alta (ipsodonti), anche se non come quella dell'affine Rhynchippus. Sui premolari era presente un cingulum molto sviluppato, mentre i molari erano molto allungati. In generale la forma dei premolari e dei molari ricordava molto quella degli equidi. Probabilmente Morphippus, come tutti i suoi affini, era dotato di un corpo abbastanza robusto con arti piuttosto slanciati.

## Classificazione
Il genere Morphippus venne descritto per la prima volta nel 1897 da Florentino Ameghino, sulla base di fossili ritrovati in terreni del tardo Oligocene in Patagonia (Argentina); la specie tipo è Morphippus imbricatus. A questo genere sono state attribuite altre specie, come M. complicatus, M. fraternus, M. hypselodus, M. quadrilobus. M. corrugatus, ma è altamente probabile che molte di queste specie siano identiche alla specie tipo o alla specie Rhynchippus equinus. 
Morphippus è un rappresentante dei cosiddetti notoippidi (Notohippidae), una famiglia di mammiferi notoungulati i cui membri svilupparono dentature simili a quelle dei cavalli, pur non essendo strettamente imparentati con gli equidi. Attualmente questa famiglia è ritenuta da alcuni autori parafiletica, e comprenderebbe alcune forme alla base della famiglia Toxodontidae.